# Maestà (Martini)
La Maestà du Palazzo Pubblico de Sienne est une fresque (970 × 763 cm) signée Simone Martini, qui occupe tout le mur nord de la salle de la Mappemonde (également connue sous le nom de Sala del Consiglio) du Palazzo Pubblico de Sienne.
Première œuvre connue de Simone Martini, la fresque est datée de 1315 et est considérée comme l'une des œuvres principales de l'artiste, ainsi que l'une des œuvres les plus importantes de l'art italien du XIVe siècle.

## Histoire
La Maestà est commandée à Simone Martini par le gouvernement des neuf de la ville de Sienne. Les circonstances de cette commande ne sont pas connues, mais il est probable que Simone Martini a déjà acquis une certaine réputation pour que le gouvernement de la ville de Sienne lui confie un travail aussi important pour la salle principale du Palazzo Pubblico.
Simone Martini travaille sur la fresque en plusieurs phases : vraisemblablement il commence en 1312, réalisant jusqu'à environ les deux tiers de la surface, avant de quitter le chantier pour se rendre à Assise, où l'attend la chapelle San Martino. Les travaux de la chapelle San Martino sont interrompus et Simone retourne à Sienne pour achever la partie basse de la Maestà, aujourd'hui très détériorée en raison de la technique adoptée (peinture à sec principalement). Les travaux sont achevés en juin 1315, comme le montre la signature apposée par Simone Martini lui-même.
Une longue ligne de césure horizontale est encore visible, qui court à la hauteur du piédestal du trône, des jambes des saints et des anges agenouillés et immédiatement sous les avant-derniers oculi des côtés verticaux du cadre extérieur, témoignant de l'interruption des travaux qui a eu lieu entre 1312 et 1315. Le signe de la reprise du travail est également évident le long du cadre externe en dessous de cette ligne, caractérisé par un rendu différent des modillons, par des décorations florales différentes entre les disques (avec des chardons plus gonflés et volumineux, l'apparition de nouvelles fleurs, des feuilles plus volumineuses) et par l'utilisation de suggestions spatiales dans le rendu des saints dans les disques (souvent en saillie des limites du disque lui-même). Mais il y a aussi des caractéristiques techniques qui témoignent de l'interruption des travaux : dans la partie inférieure de la fresque le mortier a une composition différente, la technique passe du buon fresco (en haut) à mezzo fresco (en bas), le plâtre d'apprêt est plus gros.
L'humidité du mur, qui s'est dégagée vers l'extérieur, a rapidement endommagé la peinture. En effet, en 1321, Simone Martini fut de nouveau appelé pour retravailler sur son œuvre et effectuer le « brossage » de certaines parties de la fresque ; à cette époque, les têtes de la Vierge, de l'Enfant, de Sainte Ursule et Catherine d'Alexandrie (immédiatement à côté de la Vierge), des deux anges aux offrandes (au pied du trône), des saints Ansano et Crescenzio  (le premier et le troisième saint à genoux) sont entièrement refaites. Récemment, l'hypothèse d'une réfection de la fresque a également fait son chemin, non seulement pour des raisons de conservation de celle-ci, mais aussi pour des raisons politiques : au cours de ces années, Sienne connait la transition d'un gouvernement de type populaire à un gouvernement plus aristocratique, le gouvernement des Neuf. La modification apportée par le peintre prend de fait une valeur politique : il a éliminé les rouleaux détenus par les saints patrons de Sienne et a par conséquent également modifié la réponse de la Vierge, procédant aussi des modifications stylistiques. Il est donc intéressant de noter comment la rénovation de l'œuvre s'est faite à la fois pour des besoins de conservation et pour des raisons politiques et, enfin, pour des raisons stylistiques.
Les dégâts ne se sont pas arrêtés, aussi en raison de l'utilisation de la technique a tempera pour une partie de la draperie, et la fresque nous est parvenue dans des conditions très délabrées.

### Datation
Quelques lignes qui courent sur la fausse bande de marbre en bas permettent de dater l'achèvement des travaux en juin 1315. Il est plus difficile de déterminer la date de début de la fresque pour laquelle les documents objectifs font défaut. Les critiques récentes tendent à retenir la date de 1312.

## Description

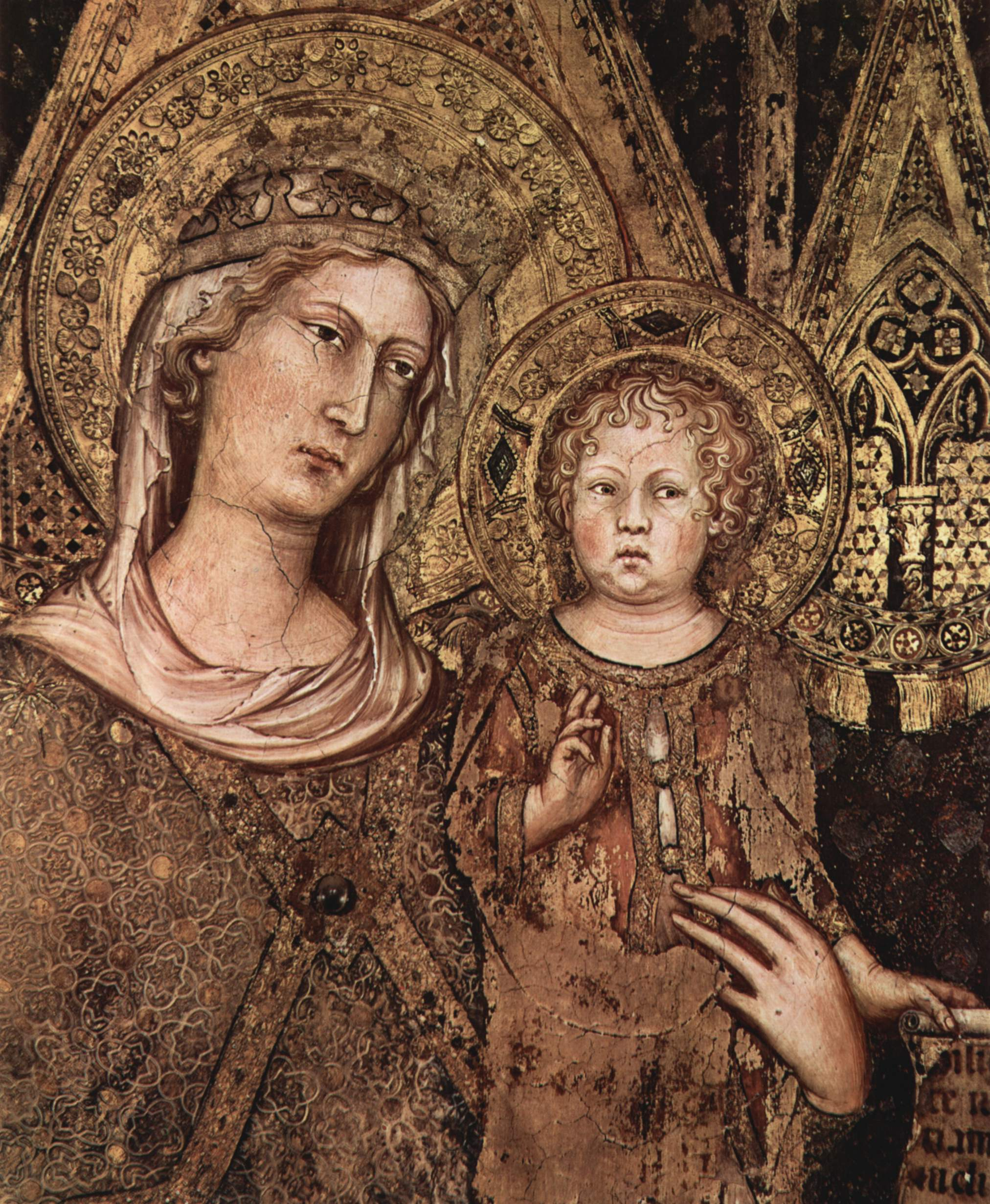
Détail de la Vierge à l'Enfant.

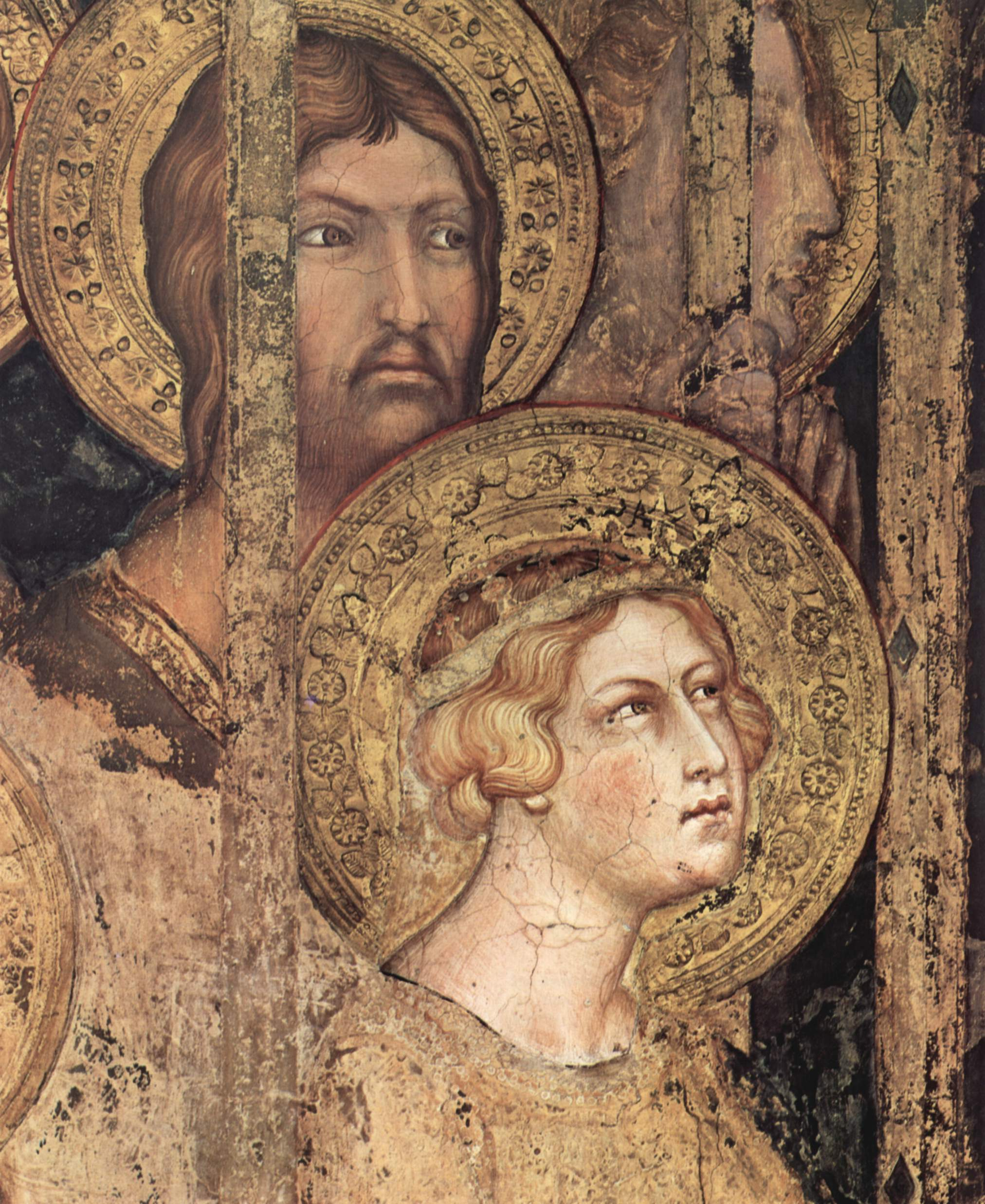
Sant'Orsola.

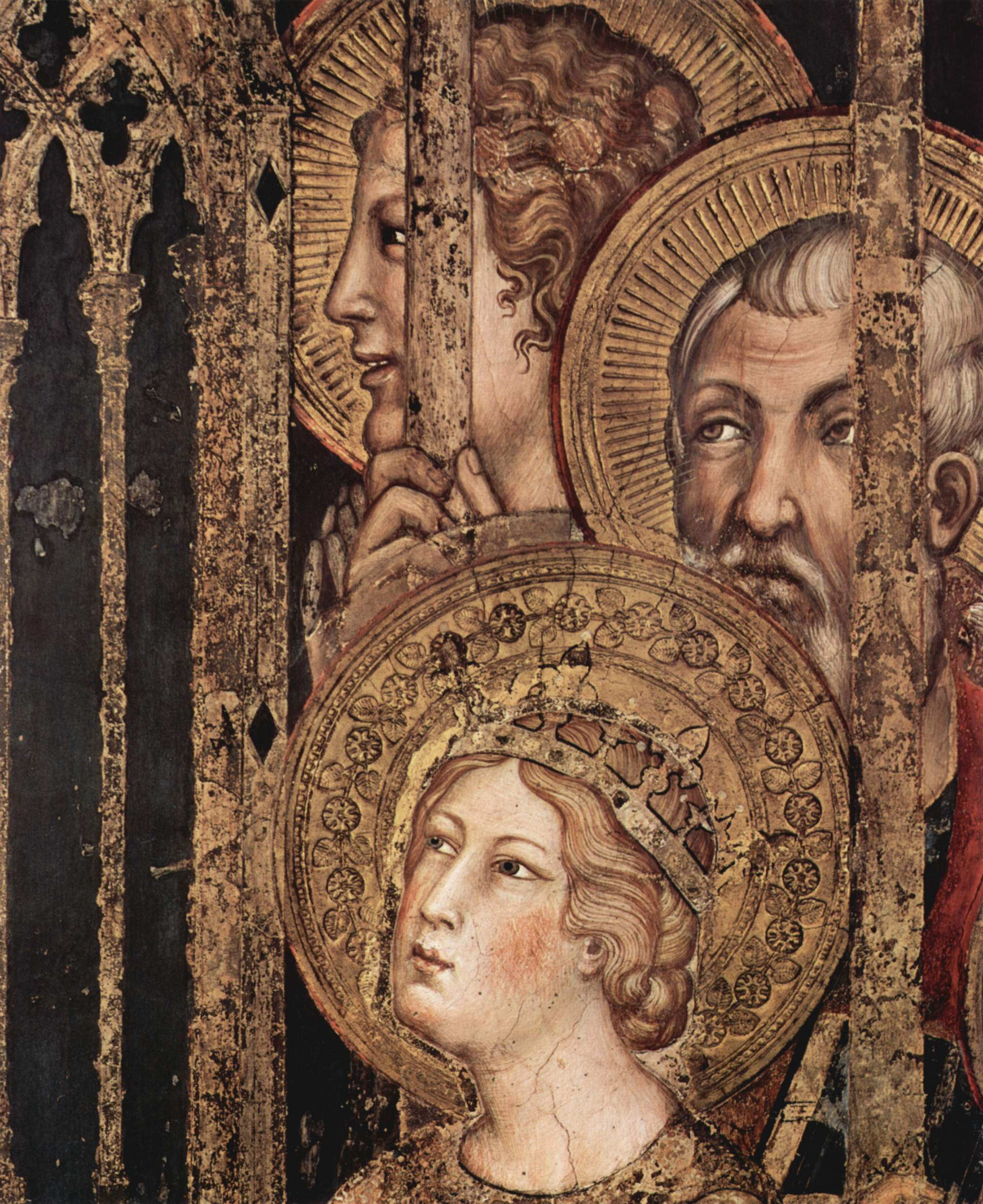
Sainte Catherine.

La fresque représente la Vierge en trône avec l'Enfant entourée d'anges et de saints. La Vierge regarde à la fois le spectateur et son fils, qui lui à le regard dans le vide. La Vierge est assise sur un grand trône aux deux côtés ouverts et ornés de motifs de style gothique rayonnant. De sa main gauche, elle tient le bébé, tandis que de sa main droite, elle touche le pied droit du bébé. L'enfant tient un parchemin sur lequel on lit: « DILIGITE IUSTITIAM QUI IUDICATIS TERRAM » (« Aimez la Justice, vous qui jugez la Terre »).
Le caractère séculier de la scène est la particularité de cette fresque : bien que les figures soient de nature religieuse, la Vierge est représentée comme une princesse, les anges et les saints forment sa cour. Le lieu où se trouve l'œuvre, c'est-à-dire le lieu même pour lequel elle a été créée, le Palazzo Comunale, qui est un lieu typiquement laïque, permet d'appuyer cette affirmation.
Sur les côtés du trône, en position agenouillée, on retrouve les quatre saints patrons de la ville de Sienne et deux anges, plus précisément, de gauche à droite : Sant'Ansano, San Savino, un ange, encore une fois un ange, San Crescenzo et San Vittore. Immédiatement derrière eux, toujours de gauche à droite, se trouvent Saint Paul, L'Archange Michel, saint Jean l'évangéliste, saint Jean-Baptiste,  L'Archange Gabriel et saint Pierre debout. Plus en arrière, sur une troisième rangée, sont représentés L'Archange Uriel, Marie Madeleine, Sainte Ursule, Sainte Catherine, Sainte Agnès et L'Archange Raphaël. Les Saints Barthélemy, Matthieu, Jacques le Mineur, Jacques le Majeur, André et Simon sont sur la quatrième rangée. Enfin, sur la cinquième et dernière rangée, se trouvent les saints Philippe, Thomas, un ange, un autre ange, Mattia et Tadde . La représentation est sous un grand baldaquin dont les piliers sont soutenus par les saints eux-mêmes.
La fresque est entourée d'un cadre qui court sur les quatre côtés extérieurs. Il y a vingt disques à l'intérieur desquels se trouvent autant de figures. Les quatre disques dans les coins représentent Les Quatre Évangélistes. Les deux disques centraux des marges supérieure et inférieure représentent Le Rédempteur (en haut) et une double figure représentant l'Ancien et le Nouveau Testament (en bas). Les autres personnages du haut et des deux côtés latéraux sont des Prophètes, tandis que les quatre autres personnages du côté inférieur sont des Docteur de l'Église. Dans les espaces entre les différents disques, figurent des motifs végétaux tels que des chardons avec des feuilles et, parfois, des fleurs. Au centre de ces espaces, le symbole de la balzana (le symbole du bouclier noir et blanc de la ville de Sienne) alterne avec celui du capitaine du Peuple (le lion rampant sur fond rouge). Ces symboles se retrouvent, toujours en alternance, sur les côtés en tissu du baldaquin qui symbolise la Jérusalem céleste.
Sur son bas, toute la fresque est bordée de fausses incrustations de marbre.

## Style

### Les similitudes avec la Maestà de Duccio di Buoninsegna
La Maestà de Duccio di Buoninsegna, réalisée en 1308-1311 pour l'autel central de la cathédrale de Sienne et maintenant déplacée au Musée dell'Opera del Duomo adjacent, est certainement le modèle utilisé par Simone pour sa Maestà. Le développement latéral des registres des personnages est clairement inspiré de cette œuvre, tout comme leur identité. Les quatre saints patrons de Sienne agenouillés au pied du trône sont les mêmes que ceux de la Maestà de Duccio. Beaucoup de personnages debout dans la Maestà de Simone sont également présents dans la Maestà de Duccio, debout ou dans les lunettes. La dérivation duccesque de cette Maestà ne concerne pas seulement les identités des différents saints, mais aussi leurs physionomies. Le saint Pierre de cette œuvre ressemble à celui de Duccio et il en va de même pour les quatre saints agenouillés, pour les deux saint Jean, pour sainte Agnès et bien d'autres. Les figures de Simone Martini sont tout à la fois réelles et raffinées, peintes avec une seule source de lumière, et le trône est montré en perspective directe et avec les côtés ouverts comme un livre, caractéristiques qui renvoient à nouveau au travail de Duccio (que ce dernier avait pris à Giotto).

### Les nouveautés de la Maestà de Simone par rapport à celle de Duccio
Malgré les nombreux emprunts à la Maestà de Duccio, cette oeuvre présente de nombreuses nouveautés.
1. La fresque n'a pas une totale surface plane et des pochoirs ont été utilisés pour créer des décorations en relief sur les surfaces dorées (l'équivalent du poinçonnage pour les œuvres sur bois). Celles-ci sont particulièrement évidentes dans les auréoles de la Vierge, de l'Enfant , de tous les saints à gauche et de tous ceux à genoux. Cette décoration fait référence à l'orfèvrerie siennoise du XIVe siècle, l'un des domaines artistiques les plus proches de la culture gothique française de l'époque. Le trône est également riche de décorations gothiques rayonnantes, contre un trône avec des incrustations de marbre dans la Maestà de Duccio . Les cuspides du trône sont également décorées d'incrustations en verre. Le manteau de la Vierge est constitué par une véritable pierre de cristal de roche. Le parchemin de l'enfant est d'un matériau sophistiqué. Toutes ces caractéristiques découlent de la forte influence que l'art gothique transalpin a exercé sur Simone. Mais la riche décoration ne s'arrête pas à ces éléments. Le manteau de la Vierge a un tissu oriental, celui de sainte Catherine est en brocart d'or et celui de sainte Ursule doit avoir été semblable, aujourd'hui disparu.
2. Le visage de Marie ne regarde plus le spectateur, mais est hiératique, dirigé vers un point indéterminé dans le vide.
3. Le visage de Marie est raffiné et celui de l'Enfant est plus dodu; tous deux présentent une nouvelle physionomie, jamais vue auparavant, même pas dans les œuvres de Simone lui-même. Un certain réalisme physionomique existe dans d'autres figures. Beaucoup de ces caractéristiques renvoient à l'art gothique français, comme en témoignent les figures sévères des saints aux longues barbes blanches.
4. Les mains ont un raffinement et une délicatesse jamais vues auparavant. Ceci est dû au fait que les doigts ne sont plus parallèles comme dans l'œuvre de Duccio, mais différenciés.
5. La disposition des saints ne suit pas une succession paratactique comme dans Duccio, mais est déroulée le long de lignes diagonales parallèles qui convergent en profondeur, donnant une illusion spatiale en perspective avec une saveur apparentée à Giotto. De plus, les personnages ne sont pas entassés dans un espace confiné, mais sont disposés autour du trône dans un espace qui apparaît plus large, plus haut et plus profond, un espace que les poteaux et le baldaquin contribuent à articuler.
6. La gamme de couleurs de Simone, qui est fasciné par les émaux et les orfèvres d'outre-Alpes, est plus large et présente des glaçures et des passages plus doux. Surtout, les teintes bleues et le jaune pétillant des auréoles sont innovants.
7. Le caractère des deux Maestà est également différent : celui de Duccio est éminemment religieux, celui de Simone est empli de significations morales et civiques, comme on peut le voir également dans les versets qui figurent dans diverses parties de l'ouvrage.

### Les influences de Giotto
Il y a sans aucun doute aussi des influences de Giotto, certainement dans la mesure où la propre Maestà de Duccio a été influencée par Giotto (voir ci-dessus). Les influences de Giotto concernent la perspective du trône, la Vierge qui détourne le regard à la fois du spectateur et de son fils, vers un point indéterminé du vide, le clair-obscur, rendu avec une seule source de lumière, les angles des personnages, qui passent de représentations frontales (comme les deux archanges debout au deuxième rang) et très profilées (comme pour les deux anges au pied du trône ou le saint Victor agenouillé à l'extrême droite), et enfin la draperie, parfois riche en plis volumétriques, comme les voiles autour des visages de la Vierge, de Marie-Madeleine ou de Sainte Agnès.
Simone Martini s'est laissé influencer par Giotto encore plus que Duccio di Buoninsegna. Le trône, bien que recréé en orfèvrerie gothique transalpine, ne peut manquer de rappeler le trône de Giotto dans la Vierge d'Ognissanti. Le baldaquin, avec sa lourde bâche, rappelle l'utilisation par Giotto d'auvents similaires pour donner de la profondeur à l'espace. Mais il y a un élément encore plus extraordinaire qui témoigne à quel point Giotto a été une source d'inspiration pour Simone Martini : comme déjà mentionné, Simone Martini a réalisé sa Majesté à deux moments différents, entrecoupés d'une période au cours de laquelle il est allé travailler dans l'église inférieure de Saint-François d'Assise et où il a eu l'occasion d'entrer en contact avec Giotto ; tous les disques du cadre inférieur, réalisés après la visite à Assise, ont des figures plus douces et presque souriantes que celles des disques plus anciens. Les figures s'étendent également au-delà des limites du disque et montrent souvent des détails en profondeur ou en position avancée. Les chardons du cadre inférieur sont plus gonflés et fleurissent souvent, les feuilles sont volumétriques plutôt qu'aplaties. C'est une distinction qui montre l'évolution de Simone vers Giotto, au sein même d'une seule œuvre.

### L'évolution de Simone pendant les travaux: analyse des oculi du cadre externe
L'analyse des jours de plâtre a permis de préciser que la fresque a été commencée à partir de la marge supérieure à droite, puis a été réalisée par bandes horizontales de hauteur décroissante, c'est-à-dire de haut en bas. Dans ce travail, chaque groupe était toujours réalisé de droite à gauche. L'analyse des 20 disques avec des figures de saints et de prophètes qui ornent le cadre extérieur de la fresque permet d'apprécier les progrès de Simone Martini au sein d'une même œuvre. Selon la succession chronologique des œuvres, Simone a d'abord affronté les sept disques du cadre supérieur, puis le deuxième disque du cadre droit, le deuxième disque du cadre gauche, le troisième disque du cadre droit, le troisième disque du cadre gauche, et ainsi de suite, du haut aux sept disques du cadre inférieur.
Les sept disques du cadre supérieur et le deuxième disque du cadre droit ont des figures aux faces sévères et souvent symétriques, selon les canons de l'art gothique transalpin. Les auréoles sont rayonnées et le fond est doré et lisse, une tendance de l'art toscan du début du XIVe siècle. Une nouveauté est introduite dans les trois disques suivants (deuxième à gauche et troisièmes à droite et à gauche) : le fond doré n'est plus lisse, mais se caractérise par une couverture homogène de décorations florales. Certains visages deviennent également moins sévères. Les deux disques suivants (les quatrièmes à droite et à gauche) sont caractérisés par de nouveaux moules circulaires avec cinq pétales bilobés à l'intérieur et deux feuilles nervurées en saillie. De tels pochoirs sont utilisés pour fabriquer des auréoles, parfois en arrière-plan. Les visages des saints sont calmes. Les caractéristiques de ces deux disques demeurent dans les sept derniers disques du cadre et dans ceux du bord inférieur. Il s'y trouve un autre élément innovant : les personnages ne sont plus enfermés dans les limites du disque, mais dépassent ces limites. Il existe aussi d'autres suggestions spatiales, évidentes surtout au niveau des livres ou cartouches montrés par les différents personnages. Les innovations de perspective concernent également les motifs décoratifs du cadre où apparaissent des chardons plus gonflés et volumineux, des feuilles en trois dimensions et de nouvelles fleurs auparavant absentes. Même les modillons du cadre sont plus en perspective.
Ces passages montrent une approche progressive à la fois de l'art de l'orfèvre à la saveur transalpine (dans les décors des auréoles et des fonds) et de la tendance tout à fait Giottesque de montrer les personnages et les objets représentés en trois dimensions. Ce n'est pas un hasard si les sept derniers disques de la partie inférieure ont été réalisés après l'interruption et donc seulement après la parenthèse d'Assise lors de laquelle Simone est entré en contact avec Giotto lui-même et avec ses fresques.
Enfin, il convient de noter comment le passage des auréoles rayonnées à celles ornées de motifs floraux se retrouve également dans les figures principales : alors que tous les saints, anges et archanges debout à droite ont des auréoles rayonnantes (à l'exception de sainte Catherine qui, selon la chronologie de bandes de droite à gauche, était la dernière à être réalisée dans cette zone de la fresque et d'ailleurs refaite en 1321), la Vierge, l'Enfant et toutes les figures de gauche ont des auréoles réalisées au pochoir. Ceux-ci demeurent également dans les auréoles de tous les saints et anges agenouillés en dessous. Contrairement aux disques, dans les figures de la fresque, il y a aussi des moules circulaires avec une étoile à huit branches, chacun se terminant par une petite feuille ovoïde.

## Analyse
L'espace global s'est transformé par rapport à la Maestà de Duccio : le fond or est remplacé par un bleu outremer pour le ciel du baldaquin ; celui-ci crée une spatialité importante par une illusoire profondeur, mais surtout par un accent profane ; la cour céleste est présentée comme une cour princière, installée sous un apparatus de fête. Cette attitude est confirmée par la disposition variée des personnages, des têtes, des auréoles : l'animation est introduite dans la structure symétrique et statique de Duccio. La longue inscription « à la Pétrarque » qui court sur le trône indique bien l'importance des considérations civiques et « terrestres ». Il s'agit d'un art « gothique », peut-être influencé par les expériences françaises, mais sûrement aussi par les formules giottesques, avec une nuance capitale : « le sentiment concret de la réalité historique, si clair chez Giotto, est ici absent » (Argan).

## Postérité
La fresque fait partie du musée imaginaire de l'historien français Paul Veyne, qui le décrit dans son ouvrage justement intitulé Mon musée imaginaire.

## Sources
- (it) Cet article est partiellement ou en totalité issu de l’article de Wikipédia en italien intitulé « Maestà del Palazzo Pubblico di Siena » (voir la liste des auteurs).